# Magical Hat
Magical Hat (まじかるハット?, Majikaru Hatto) è una serie televisiva anime prodotta dalla Pierrot trasmessa dal 18 ottobre 1989 al 6 luglio 1990 su Fuji Television.
I personaggi del cartone animato sono protagonisti del videogioco Magical Flying Hat Turbo Adventure (まじかるハットのぶっとびターボ！大冒険?, Magical Hat no Buttobi Tabo! Daibōken), meglio conosciuto come DecapAttack.